# Mojinci
Mojinci (en serbe cyrillique : Мојинци ; en bulgare : Моинци) est un village de Serbie situé dans la municipalité de Dimitrovgrad, district de Pirot. Au recensement de 2011, il comptait 24 habitants.

## Démographie
| 1948 | 1953 | 1961 | 1971 | 1981 | 1991 | 2002 | 2011 |
| ---- | ---- | ---- | ---- | ---- | ---- | ---- | ---- |
| 273  | 242  | 209  | 143  | 82   | 46   | 34   | 24   |

|  |